# Batalla de Hampton Roads
La batalla de Hampton Roads, popularmente conocida como batalla del Monitor y el Merrimac, fue una batalla naval de la Guerra de Secesión estadounidense que tuvo lugar el 8 de marzo de 1862 frente a Sewell's Point, un promontorio cercano a la boca del canal de Hampton Roads (Virginia), siendo esta boca la única salida de las aguas interiores que alimentan el canal a la bahía de Chesapeake y a mar abierto.
Al inicio de la guerra, las fuerzas unionistas se vieron obligadas a evacuar Norfolk —al sur del canal— e incendiaron sus barcos para que no cayesen en manos de la Confederación. Uno de estos barcos fue recuperado por los confederados, rebautizado como CSS Virginia y recubierto con planchas de hierro, convirtiéndose en el primer navío de guerra acorazado estadounidense que entró en combate. El 8 de marzo de 1862 partió hacia Sewell's Point, en Hampton Roads, para romper el bloqueo de los barcos de la Unión, varios de los cuales efectivamente fueron destruidos por el CSS Virginia. Al día siguiente entró en combate con el USS Monitor, un acorazado recién construido por la Unión.
Aunque el propio combate no arrojó un saldo claramente a favor de ninguno de los bandos, es un hito de la historia naval al constituir la primera confrontación entre dos buques de guerra autopropulsados y blindados, que más adelante serían conocidos como acorazados. Con anterioridad a este suceso, prácticamente todos los navíos de guerra se construían de madera. Posteriormente, la guerra naval y la construcción de barcos cambiarían radicalmente. Los distintos países iniciaron una carrera que convertiría sus flotas de madera en flotas de hierro, ya que los acorazados habían demostrado ser superiores a los buques de madera para resistir el fuego de artillería.

## Lincoln trata de implementar un bloqueo en Hampton Roads

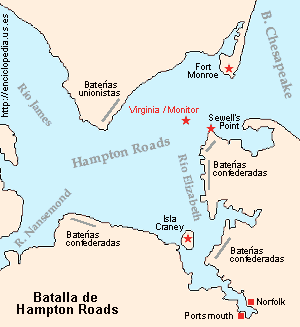
Mapa de la zona de la batalla. Véase la imagen de satélite actual. [http://www.google.com/local?q=Norfolk&t=k&hl=es&ll=36.907078,-76.350861&spn=0.251464,0.692139&t=k

Desde el inicio de la guerra, el presidente Abraham Lincoln puso en marcha un plan para devolver los Estados Confederados rebeldes al seno de la Unión. Emplearía a la Armada de la Unión, mayor y más poderosa, para aislar a la Confederación del resto del mundo mediante un bloqueo naval de sus costas del océano Atlántico y del golfo de México. Asimismo controlaría la cuenca del río Misisipi con cañoneras. Lincoln ordenó el bloqueo y se inició una escalada de hostilidades.
En el verano de 1861, fuerzas terrestres de la Confederación consiguieron ganar Norfolk (Virginia) y el área circundante al sur de Hampton Roads. Viéndose obligada a retirarse, la armada de la Unión incendió los astilleros Gosport de Norfolk emplazados en Portsmouth (Virginia) en la otra orilla del río Elisabeth y destruyendo nueve barcos en su retirada, incluyendo la fragata USS Merrimack, construida en Boston. Con la retirada, solamente permaneció bajo control de la Unión Fort Monroe, en el promontorio de Old Point Comfort, sobre la orilla norte de Hampton Roads, en la península de Virginia y guardando la salida al océano.
Para implementar el bloqueo, la Unión envió una flota de barcos de madera a Hampton Roads. La armada de la Confederación, también usando barcos de madera, controlaba las aguas del río Elizabeth y del río James. A pesar de algunas escaramuzas, ninguna de las flotas parecía prevalecer sobre la otra. Esta situación se alargó hasta principios de 1862.

## Navíos acorazados: una nueva tecnología
Los acorazados eran barcos chapados con planchas de hierro gruesas. Los primeros usos del hierro como protección en barcos se habían dado en el Extremo Oriente en el siglo XVI. El almirante coreano Yi Sun-sin construyó un barco acorazado en 1592. Recientemente acababa de construirse el primer barco de guerra con casco de hierro capaz de navegar en el océano: el francés La Gloire. Sin embargo, el uso de hierro para blindar barcos convencionales de madera era aún una tecnología no desarrollada en Estados Unidos a inicios de la Guerra de Secesión.
A principios de 1862, tanto el gobierno de la Unión como el de la Confederación eran conscientes de que el adversario estaba desarrollando algún tipo de buque de guerra acorazado. El espionaje había difundido algunos detalles al respecto. Cada bando deseaba sacar ventaja de la nueva tecnología y a la vez temía los logros del adversario en este campo.
Aunque eran muy diferentes entre sí, los primeros acorazados ambos bandos tenían una apariencia bastante extraña comparados con los navíos contemporáneos. Ninguno de los dos se había terminado a la entera satisfacción de sus respectivos diseñadores cuando ambos zarparon hacia Hampton Roads con tan solo 24 horas de diferencia.

### CSSVirginia

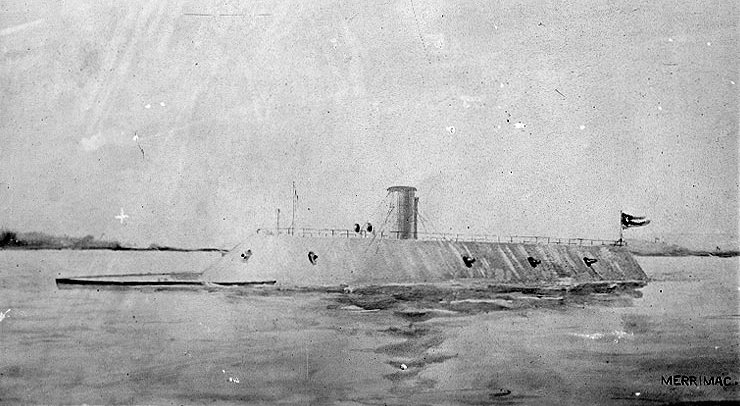
CSS Virginia (ex USS Merrimac).

Cuando los unionistas incendiaron el USS Merrimack en su retirada de Norfolk y Portsmouth en 1861, apenas podían imaginar que el USS Merrimack sería reflotado y convertido en el primer barco acorazado de la armada confederada.
El USS Merrimack fue reconstruido en los astilleros Gosport de Portsmouth, en el primer dique seco del país, con un recubrimiento de planchas de hierro y una estructura reducida extraída de su viejo casco quemado. Fue rehabilitado bajo el nombre de CSS Virginia el 17 de febrero de 1862.
Previendo que el blindaje de hierro haría inefectivo el fuego de artillería, el diseñador del CSS Virginia dotó al barco de un espolón, un arma más propia de las galeras de la antigüedad y desconocida en los barcos contemporáneos.
A pesar de los grandes esfuerzos para terminarlo, el CSS Virginia aún llevaba obreros a bordo en plena navegación y fue puesto en servicio sin las acostumbradas pruebas de mar y sin entrenamiento.

### USS Monitor

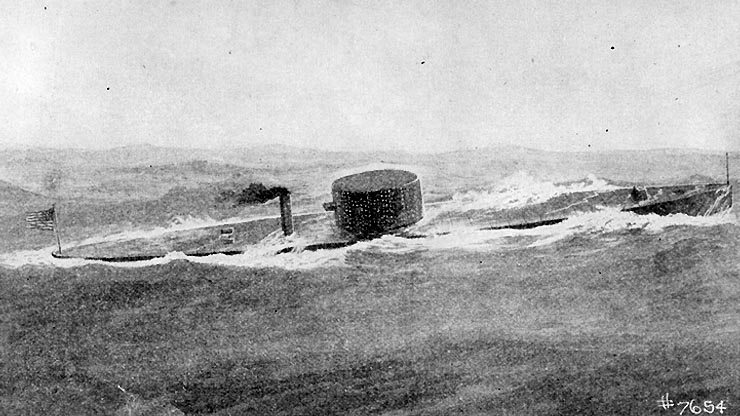
El USS Monitor navegando con su extraña apariencia de "caja de bombones".

El USS Monitor era de diseño totalmente nuevo. Se trataba de un proyecto apadrinado por el presidente Lincoln. En su diseño único ingeniado por John Ericsson destacaba una torreta giratoria blindada, en la que se instalaron dos cañones Dahlgren de 11 pulgadas (27'94 mm). Asimismo mostraba al enemigo un perfil tan bajo sobre el agua, de manera que solamente eran visibles una mínima parte de la cubierta y la torreta armada. El casco del USS Monitor se fabricó en las instalaciones de la Continental Iron Works en el barrio Greenpoint de Brooklyn (Nueva York). El barco se botó allí el 30 de enero de 1862.
El USS Monitor fue uno de los navíos más innovadores de todos los tiempos. Sus piezas se fabricaron en nueve fundiciones distintas y luego se montaron para construir el barco. Todo el proceso duró menos de 120 días.
A pesar de su acelerada construcción, Lincoln se quejaba de que la entrega del USS Monitor por parte del fabricante se demoraba. Finalmente zarpó a marchas forzadas hacia Hampton Roads, llegando el mismo día en que el acorazado confederado había llevado a cabo su aplastante y terrorífico debut a expensas de la flota de la Unión.

## Primer choque entre acorazados

### 8 de marzo de 1862 — elVirginiagolpea a los navíos de madera de la Unión

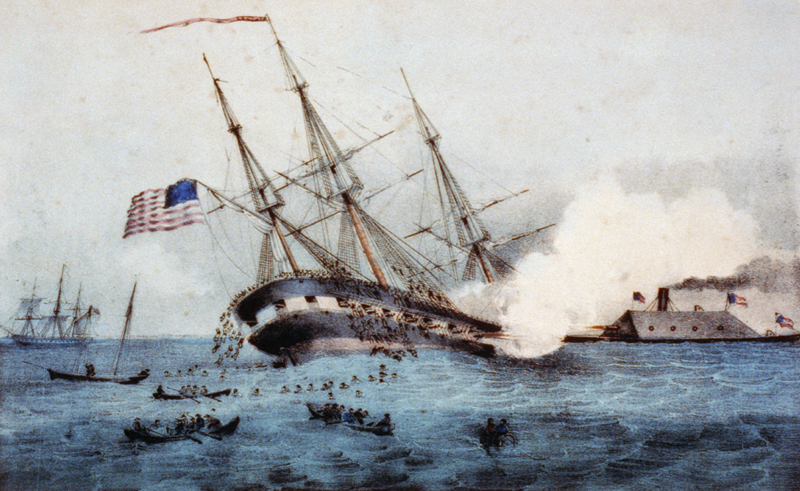
El CSS Virginia (al fondo, a la derecha) embiste con su espolón y manda a pique al USS Cumberland (navío en primer plano).

El combate empezó cuando el algo desproporcionado acorazado confederado rebautizado CSS Virginia zarpó para Hampton Roads en la mañana del 8 de marzo de 1862 tratando de romper el bloqueo de la Unión.
El CSS Virginia, al mando del capitán Franklin Buchanan, estaba asistido por el CSS Raleigh y el CSS Beaufort y acompañado por el CSS Patrick Henry, el CSS Jameston y el CSS Teaser.
Esa mañana el CSS Virginia enfiló directamente hacia la escuadra de la Unión. A menos de una milla de distancia entabló fuego con el USS Cumberland y pronto se generalizaron las descargas procedentes de los bloqueadores y de las baterías de la costa. El CSS Virginia embistió con su espolón al USS Cumberland bajo la línea de flotación y éste fue a pique rápidamente "disparando airosamente sus bocas de fuego", como más tarde glosaría Buchanan en tributo a un bravo adversario, "mientras aún estaban sobre el agua".
A continuación el CSS Virginia dirigió su furia hacia el USS Congress. Viendo la suerte que había corrido el USS Cumberland, el capitán del USS Congress ordenó encallar el barco en aguas poco profundas. El USS Congress y el CSS Virginia intercambiaron fuego durante una hora, después de la cual el USS Congress, seriamente dañado, se rindió. Una batería costera de la Unión abrió fuego desde el norte sobre el CSS Virginia mientras los supervivientes del USS Congress eran evacuados del barco. En represalia el CSS Virginia disparó contra el USS Congress con fuego nutrido y munición incendiaria. El USS Congress explotó cuando el incendio alcanzó su santabárbara.
El CSS Virginia también recibió daños. Las descargas del USS Cumberland, del USS Congress y de las tropas de la Unión, habían alcanzado plenamente su chimenea, reduciendo su ya pobre velocidad. Dos de sus cañones quedaron inútiles y algunas planchas del blindaje se habían aflojado. Aun así el capitán atacó al USS Minnesota que había encallado en un banco de arena mientras trataba de escapar del CSS Virginia. Sin embargo, debido a su calado, el CSS Virginia no pudo acercarse lo suficiente como para producirle daños significativos.
Habiendo empezado a oscurecer, el CSS Virginia abandonó la zona con la esperanza de volver al día siguiente para terminar la aniquilación de los navíos unionistas. Se retiró a pernoctar en la seguridad de las aguas controladas por los confederados.
La jornada favoreció al CSS Virginia, pero no estuvo exenta de daños. Parte del espolón había quedado incrustada en el casco del maltrecho USS Cumberland. Un disparo había fracturado el fémur del capitán Buchanan mientras respondían al fuego de una batería costera. Debido a esto el mando del barco pasó al teniente Catesby R. Jones. Hubo que amputar la pierna de Buchanan.
El Secretario de la Armada Confederada, Stephen Mallory escribió al presidente de la Confederación Jefferson Davis sobre los hechos:
"El comportamiento de los hombres y oficiales de la dotación … refleja un honor inextinguible para con ellos mismos y para con la Armada. El informe se leerá con vivo interés y sus detalles no dejarán de suscitar el ardor y templar el brazo de nuestros airosos marinos. Se recordará que el CSS Virginia fue una innovación de la construcción naval, completamente distinto a cualquier otro barco que haya navegado nunca; que igualmente fueron innovaciones sus cañones; que su fuerza motriz y docilidad al timón fueron nunca vistas; que su tripulación y sus oficiales, el nervio y capacidad profesional de su capitán Buchanan y sus subalternos, bajo toda suerte de dificultades, lograron la más admirable victoria de los anales de la historia naval".
Aquella había sido una jornada trágica y desmoralizadora para la flota de la Unión. Entrada la noche, el USS Monitor, un innovador navío acorazado construido para la Unión, al mando del teniente John Lorimer Worden, llegó a Hampton Roads. Este acorazado nordista se había despachado con premura hacia Hampton Roads para que protegiera a la flota de la Unión y evitara que el CSS Virginia amenazase a las ciudades unionistas.
"El curso de los acontecimientos," observó el capitán John A. Dahlgren, "depende de la resistencia que demuestre el nuevo USS Monitor y de su llegada a tiempo."

### 9 de marzo de 1862 — elMonitortraba combate con elVirginia

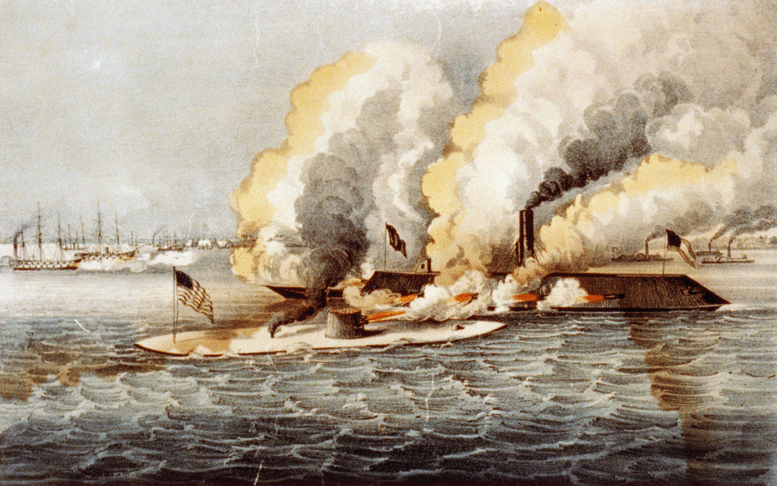
Litografía coloreada que muestra a los dos acorazados en combate. El USS Monitor aparece en primer plano.

A la mañana siguiente, el 9 de marzo de 1862, tras someterse a reparaciones, el CSS Virginia volvió para acabar con el USS Minnesota que se encontraba encallado. Los confederados hallaron que el recién llegado USS Monitor les cerraba el paso. El comandante de la embarcación confederada más tarde lo describiría como "poco más que una cajita de bombones encima de una balsa."
Tras combatir durante horas a corta distancia, ninguna de las dos naves consiguió derrotar a la otra. El pequeño y ágil USS Monitor sobrepasaba la capacidad de maniobra del CSS Virginia, sin embargo, ninguno de los dos barcos logró infligir daños de importancia al adversario. Finalmente el CSS Virginia se retiró dejando al USS Monitor y al resto de la flota nordista en posesión del "campo de batalla". Ambos bandos se adjudicaron la victoria.

### Primavera de 1862 — empate en Hampton Roads
Los dos meses siguientes, el CSS Virginia llevó a cabo varias incursiones en Hampton Roads con el objetivo de empujar al USS Monitor a un combate abierto. La mayor parte de los días, el CSS Virginia seguiría el curso del río Elizabeth hasta las fortalezas confederadas de la isla Craney o Sewell's Point. En la otra orilla de Hampton Roads, el USS Monitor y gran cantidad de buques de la Unión esperaban a cualquier barco confederado que se aventurase hacia Fort Monroe.
El plan de la Unión consistía en enfrentarse al CSS Virginia en aguas elegidas por la misma Unión. El USS Monitor había recibido instrucciones del presidente de evitar el combate directo a no ser que fuera estrictamente necesario. El Departamento de la Armada de la Unión había contratado varios vapores de grandes dimensiones con el único objeto de arrollar al CSS Virginia. Esperarían que el barco confederado se adentrase en aguas más profundas donde los vapores tratarían de arrollar y "cabalgar" la cubierta sumergida del CSS Virginia con la esperanza de mandarlo a pique.
En dos oportunidades el CSS Virginia llegó a aventurarse en Hampton Roads tratando de incitar al USS Monitor a una batalla. El reto quedó sin respuesta debido a las órdenes del presidente de la Unión.
La que seguramente constituyó la batalla naval más esperada de su tiempo no llegó a materializarse. El USS Monitor y el CSS Virginia no volvieron a enfrentarse.
Acontecimientos habidos en los territorios adyacentes a Hampton Roads obligaron a los confederados a retirarse de la zona de Norfolk. En la retirada de Norfolk y Portsmouth, el 10 de mayo de 1862, la dotación del CSS Virginia no tuvo alternativa. El comandante Josiah Tattnall comprendió que su barco tenía demasiado calado como para poder remontar el río James hasta Richmond y que tampoco había posibilidad de escapar de Hampton Road burlando a la flota de la Unión que estaba apostada frente a Fort Monroe a la expectativa de un intento semejante.
Para evitar caer en manos enemigas, en las primeras horas del 11 de mayo de 1862, Tattnall ordenó encallar al CSS Virginia en la isla Craney e incendiarlo. Después de una hora ardiendo violentamente, las llamas alcanzaron la bodega de municiones y el buque quedó destruido en medio de una gran explosión.

## Impacto sobre el arte de la guerra naval
El profundo impacto de la batalla en la guerra naval quedó resumido por el capitán Levin M. Powell, del USS Potomac, en una carta desde Veracruz: "La noticia del combate entre el USS Monitor y el CSS Virginia ha suscitado aquí un hondo sentimiento entre los profesionales de la flota aliada. Reconocen el hecho, expresa o tácitamente, de que la guerra naval se orienta ahora en otra dirección y que las magníficas fragatas y barcos —que hace un mes creíamos capaces de aniquilar en media hora cualquier cosa que flotase— han quedado menguadas en sus proporciones, y que la confianza que una vez depositamos en ellos ha quedado tocada a la vista de estos acontecimientos impresionantes". Como el capitán Dahlgren dijo: "Ahora llega el reinado del hierro y los barcos blindados han de tomar el lugar de los de madera".

## Destino y legado de los dos acorazados

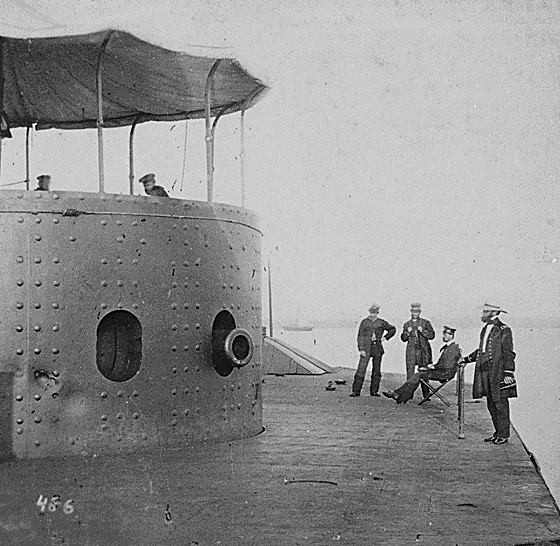
Cubierta del USS Monitor después de la batalla de Hampton Roads. Nótense los impactos del fuego enemigo en el blindaje.

Después de la batalla de Hampton Roads, ninguno de ambos navíos desempeñó un papel importante en la guerra y ninguno perduró más allá de 1862.
El CSS Virginia fue el único barco de su clase y tuvo una vida corta previa a su destrucción. Cuando los confederados se retiraron de los astilleros Gosport en mayo de 1862, el CSS Virginia resultó tener demasiado calado para la navegación del río James. Para evitar su captura, el barco fue destruido por su propia dotación frente a la isla Craney el 11 de mayo de 1862. Más de diez años después del cese de las hostilidades, el 30 de mayo de 1876, los restos del CSS Virginia se transportaron a los astilleros de Portsmouth donde se desguazaron.
Partes del CSS Virginia, incluyendo su coraza, ancla y cañones se exhibieron durante años en los astilleros navales de Norfolk, en Portsmouth, y en el Mariner's Museum, en Newport News (Virginia). El ancla del CSS Virginia se encuentra en los jardines del Museo de la Confederación, creado en Richmond (Virginia) en 1890.
El USS Monitor fue el prototipo de los barcos de la clase monitor. Se construyeron muchos más, incluyendo monitores fluviales, que desempeñaron papeles clave en batallas sobre el río Misisipi y el río James. Sin embargo, aunque su diseño demostró adaptarse perfectamente a los combates fluviales, su bajo perfil y su pesada torreta lo hacían casi incapaz de navegar en aguas turbulentas. Esto probablemente fue lo que provocó el prematuro naufragio del USS Monitor original, en diciembre de 1862 cuando se inundó y se fue a pique frente al cabo Hatteras (Carolina del Norte), en el océano Atlántico. En 1973 se localizó el lugar del naufragio. (Véanse detalles más abajo).

## Conmemoración de la batalla

### Nombres históricos:Merrimack
El nombre del barco al servicio de la Confederación en la batalla de Hampton Roads ha sido una reiterada fuente de confusión. Fue reconstruido y habilitado como barco de la flota confederada bajo el nombre de CSS Virginia. No obstante, la Unión prefirió referirse a él por su nombre anterior, "Merrimack". Quizá debido a la victoria ulterior de la Unión, la historia de los Estados Unidos normalmente da cuenta de la versión unionista del nombre. Sin embargo, algún tiempo después, el nombre se acortó eliminando la "-k" final. De ahí que se hable de "la batalla del USS Monitor y el Merrimac".

### El acorazado confederado
La pequeña comunidad de Montgomery County (Virginia), cercana al lugar donde se forjó el hierro para el barco confederado, se conoce actualmente como Merrimac (Virginia). Parte del hierro extraído allí y empleado en el blindaje del CSS Virginia se exhibe en los astilleros de Norfolk, en Portsmouth. Otros elementos se encuentran en exhibición en el Mariner's Museum de Newpot News y en el Museo de la Confederación en Richmond, donde se ha conservado el ancla muchos años.

### La Exposición de Jamestown de 1907
La Exposición de Jamestown fue una de las muchas exposiciones mundiales que estaban en boga en los Estados Unidos a principios del siglo XX. Tuvo lugar del 26 de abril al 1 de diciembre de 1907 en Sewell's Point. Conmemoraba el tricentenario de la fundación de la colonia de Jameston.
Una de las atracciones con más éxito de la feria era la recreación de la batalla de Hampton Roads que había tenido lugar cuarenta años antes en un lugar que podía verse desde el emplazamiento de la exposición. El exterior del Edificio Merrimac-Monitor se asemejaba a un buque de guerra mientras que el interior contenía una enorme descripción de la batalla.

### El Monitor-Merrimac Memorial Bridge Tunnel
En 1992, el Departamento de Transportes de Virginia terminó la construcción de un puente de 7,4 km (4,6 mi) que cruzaba Hampton Roads: el Monitor-Merrimac Memorial Bridge Tunnel. Este viaducto de la carretera interestatal 664 llega a pasar muy cerca del lugar donde ocurrió la batalla. Costó 400 millones de dólares e incluye un túnel de cuatro carriles que mide 1460 m (4800 p), dos islas artificiales y 5,1 km (3,2 mi) de pares de pilones de soporte. La circulación de vehículos que se dirige al norte tiene vistas excepcionales al lugar histórico de la batalla.

## Redescubrimiento y exhibición del USSMonitor
Después de descansar en el lecho marino durante 111 años, un equipo de científicos localiza en 1973 el pecio del USS Monitor. Los restos del barco se hallaron a 16 millas (26 km) del cabo Hatteras, sobre un fondo arenoso y relativamente plano a una profundidad de 73,2 m (240 p). El casco del USS Monitor se encontraba boca abajo, con la cubierta reposando sobre su torreta desplazada. En 1987, el lugar fue declarado National Historic Landmark, el primer naufragio en recibir tal distinción.
Debido al grave deterioro del USS Monitor se hizo crucial recuperar a tiempo, los elementos y componentes más significativos del barco. Desde entonces, con el concurso de tecnologías nuevas, centenares de elementos frágiles, incluyendo la torreta y sus dos cañones Dahlgren, un ancla, su máquina de vapor y hélice, han sido recuperados y transportados a Hampton Roads.
El Centro USS Monitor es una de las visitas más populares del Mariner's Museum de Newport News, donde también se encuentran piezas del CSS Virginia.